# Zio Paperone e la Giostra del Saracino
Zio Paperone e la Giostra del Saracino è una storia a fumetti Disney pubblicata sul numero 1606 di Topolino (7 settembre 1986). Il testo è di Pierfrancesco Prosperi, i disegni di Luciano Gatto. Si inserisce nel ciclo di storie disneyane che hanno al centro grandi manifestazioni storiche, culturali o sportive. Già l'anno prima era stata pubblicata sui numeri 1549-1550 di Topolino la storia "Topolino al Palio di Siena", il cui scenario era la celebre rassegna paliesca senese.

## Trama
Protagonisti del fumetto sono Zio Paperone, Paperino e Qui, Quo e Qua. Paperon de' Paperoni intende inaugurare un immenso parco divertimenti, "Paper-World", in cui verranno riprodotti i più celebri monumenti e le principali manifestazioni storiche e folkloristiche dei vari Paesi del Mondo. Per l'Italia il papero miliardario intende riproporne due: una sarà il Palio di Siena, ma la scelta della seconda resta alquanto dubbiosa, per il gran numero di belle rassegne storiche nel nostro Paese. Venuto a conoscenza della Giostra del Saracino di Arezzo, Paperone si reca senza indugio nella città toscana, anche per la contemporanea mostra orafa, data la risaputa predilezione del ricco papero per il nobile metallo.
A mostra conclusa, i protagonisti assistono alla Giostra. Questa viene però interrotta quando tutti i cavalieri colpiscono il centro. I tre astuti nipotini indagano e scoprono un sabotaggio: nella punta di tutte le lance è stato inserito un pezzo di ferro e al centro del tabellone del Buratto è stata applicata una calamita. In Piazza scoppiano subito incidenti, in quanto i Quartieri si accusano reciprocamente di aver tentato di imbrogliare. Ma i cinque paperi scopriranno che c'è ben altro dietro all'episodio.